# Christian Nikolaus Eberlein
Christian Nikolaus Eberlein (geboren am 4. April 1721 in Rudolstadt; gestorben am 19. Dezember 1788 in Salzdahlum) war ein Kopist, Porträtmaler und Galerieinspektor.

## Leben
Eberlein war ein Sohn des Lohgerbermeisters und Ratsherrn Johann Nicolaus Eberlein und dessen Frau Dorothea Sybilla (geborene Gölitzer). 1742 und 1744 hielt er sich vorübergehend in Hannover auf. Hier begegnete er seinem späteren Schwiegervater, dem Maler Ludwig Wilhelm Busch (1703–1772). Spätestens seit Juni 1745 lebte er in Göttingen, wo er seit dem 21. Juli 1745 als Universitätsmaler tätig war. Anschließend war er als Porträtmaler und herzoglich braunschweigischer Schlossverwalter in Wolfenbüttel tätig. In Braunschweig fertigte er 1759 ein Porträt des Herzoglichen Münzbuchhalters Johann Balthasar Julius Knust (1722–1766) an, das ins Städtische Museum Braunschweig kam.
1764 wurde er Gehilfe des Malers und Galerieverwalters Ludwig Wilhelm Busch und 1765 selbst „Bettmeister“ (ein Aufseher über Betten, Bettgerätschaften und das Mobiliar bei Hof) und am 7. August 1775 „Inspektor der Galerie“ auf Schloss Salzdahlum. In dieser Funktion gab er 1776 den ersten gedruckten, ausführlichen Katalog der dortigen Gemäldesammlung heraus und kopierte auch einige der Gemälde. Sein Nachfolger als Inspektor in Salzdahlum wurde Pascha Johann Friedrich Weitsch.

## Familie
Eberlein war zweimal verheiratet:
- am 3. September 1744 mit Dorothea Maria (geborene Wenneberg, um 1724 – 20. Mai 1762), einer Tochter des Gold-, Seiden- und Perlstickers der Braunschweiger Altstadt Andre Wenneberg und dessen Frau Ilsa Catharina Maria (geborene Huntemann)
  - Christian Eberhard Eberlein (1749–1802 oder 1804), wurde ebenfalls Maler und ab 1785 Zeichenmeister der Universität Göttingen ⚭  Marie Christiane (geborene Rohmeier, oder Rohmeyer)
    - Johann Christian Eberlein (1778–1814), wurde Maler, Zeichner und Zeichenlehrer
    - August Conrad Friedrich Wilhelm Eberlein (31. März 1784 – 9. April 1845), Maler und Universitätszeichenmeister[6]

  - Johann Friedrich Wilhelm Eberlein (1757–1833), Zeichenmeister in Bremen ⚭ 18. Mai 1784 Dorothea Sophia (geborene Rindfleisch), das Paar hatte mindestens 7 Kinder.[7]
- am 4. November 1762 mit Anna Henriette Lucia (geborene Busch, 23. Dezember 1728 – nach 1788) einer Tochter des Ludwig Wilhelm Busch und dessen Frau Christina Elisabeth (geborene Kusian)

## Werke (Auswahl)
- Doppelbildnis des Malers Busch mit dessen Frau, das in die Sammlung Hollandt in Braunschweig gelangte, wo es sich bis 1843 befand.[8]
- Seine Porträts des Juristen Georg Christian Gebauer, des Philologen Johann Matthias Gesner und des Mediziners Albrecht von Haller,[9] die er in Göttingen angefertigt hatte, reproduzierte der Zeichner und Kupferstecher Johann Jakob Haid in Schabkunst.
- Eine große Landschaftsradierung im Braunschweiger städtischen Museum wurde ihm zugeschrieben.
- Beschreibung der Herzoglichen Bilder-Gallerie zu Salzthalum. Braunschweig 1776, doi:10.25673/41627 (französisch / deutsch).

Reproduktionen Haid nach Eberlein
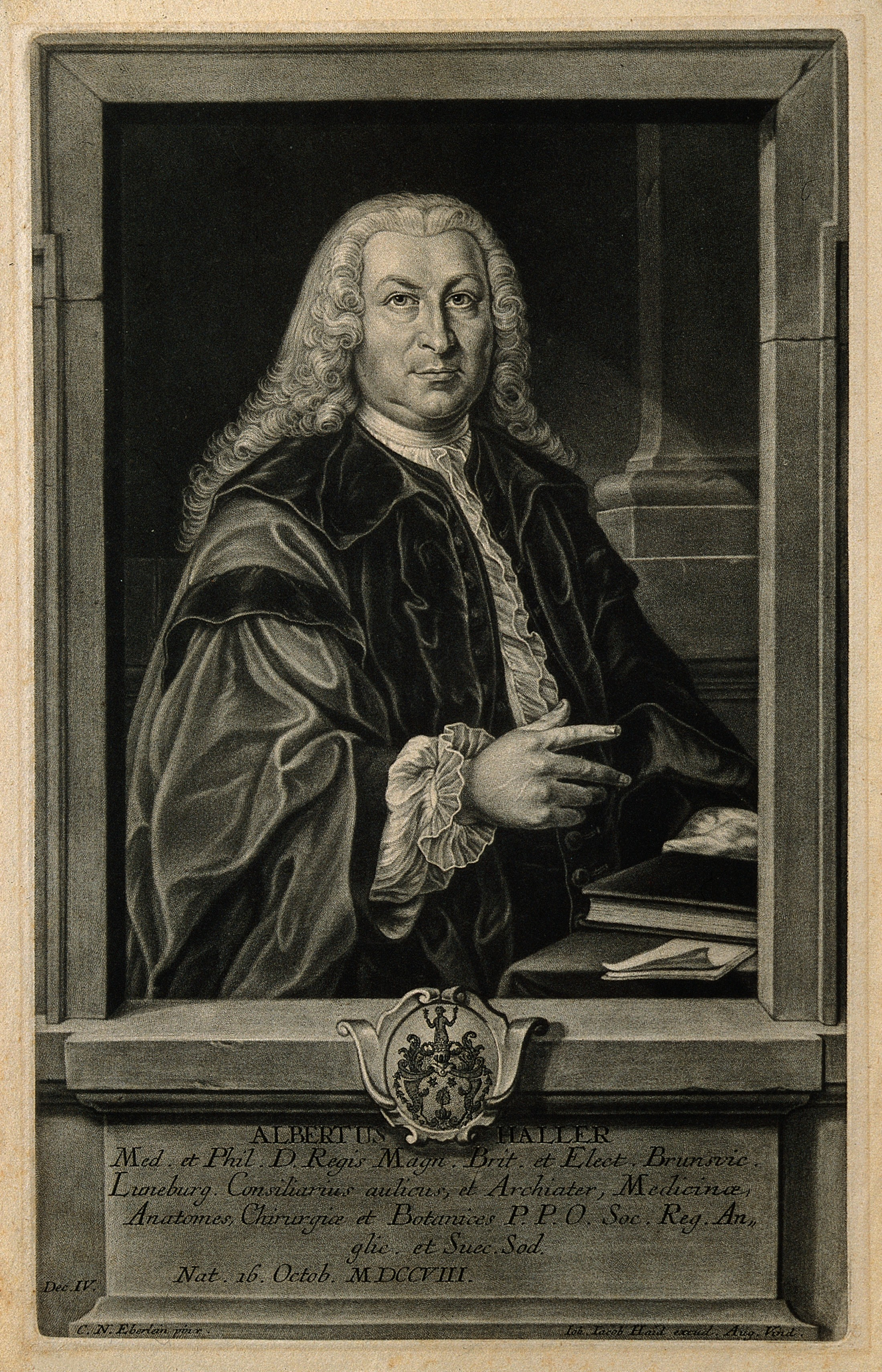
Albertus Haller
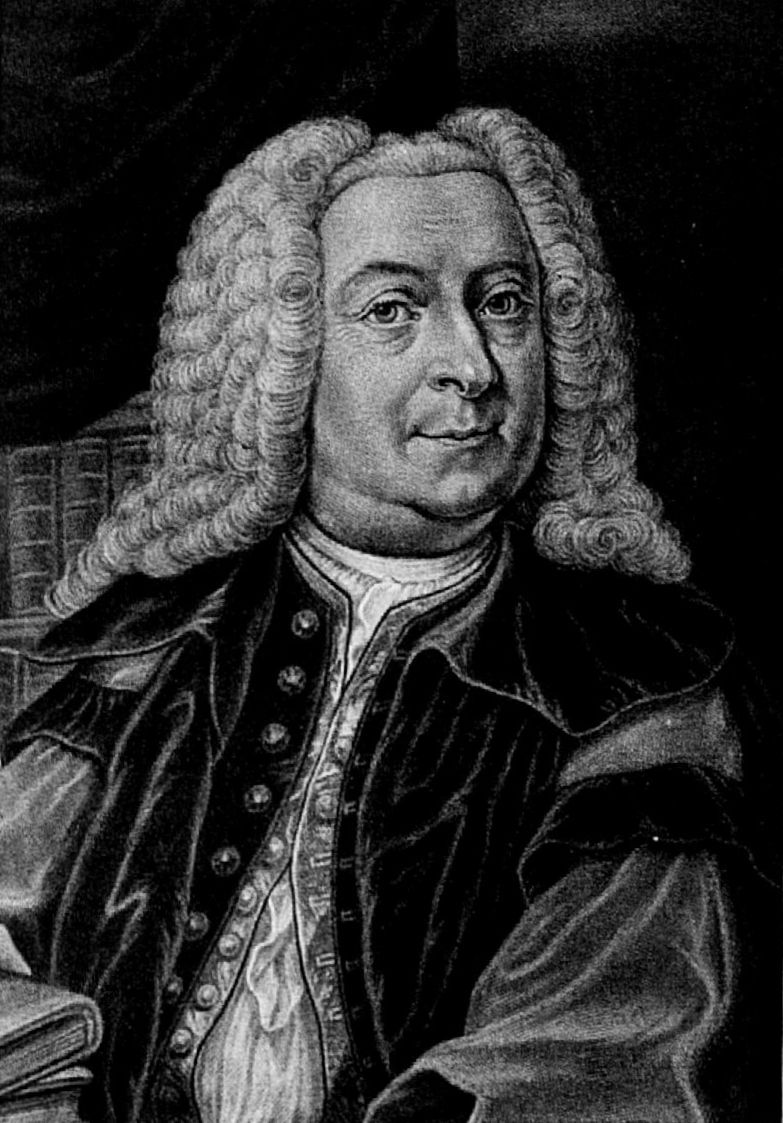
Georg Christian Gebauer
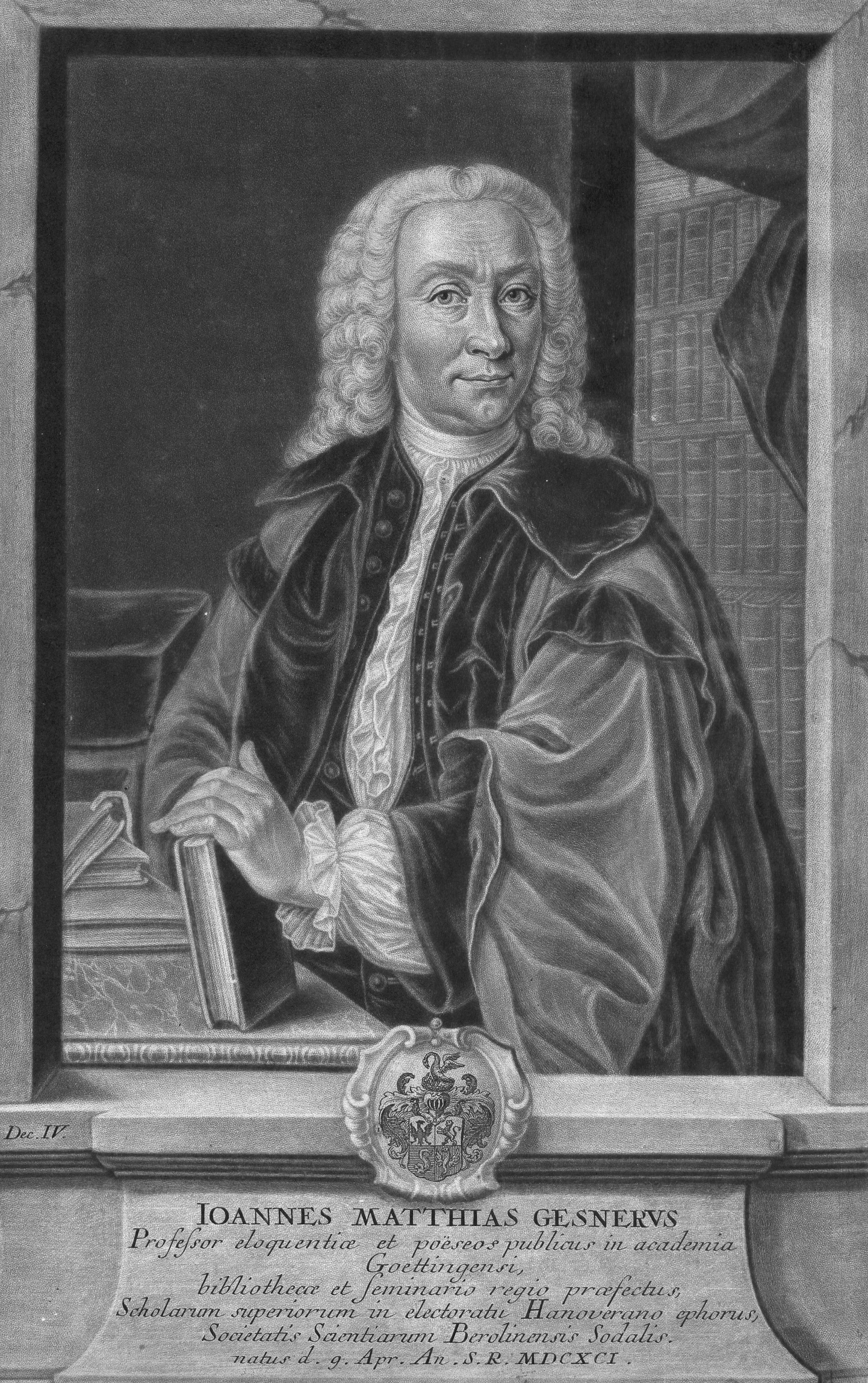
Johann Matthias Gesner